# .dk
.dk je vrhovna internetska domena (country code top-level domain - ccTLD) za Dansku. Domenom upravlja DK Hostmaster.

## Vanjske poveznice
- IANA .dk whois informacija  Arhivirana inačica izvorne stranice od 19. listopada 2007. (Wayback Machine)